# Luanti
Luanti (anteriormente Minetest) é um motor de jogos livre e de código-aberto, visado para a criação de jogos em estilo voxel. a engine fornece uma API disponibilizada de forma livre para os usuários poderem escrever seus próprios jogos e modificações, utilizando a linguagem Lua.
Está disponível em várias plataformas, entre elas estão sistemas baseados em Linux, FreeBSD, Microsoft Windows e macOS, desconsiderando versões não-oficiais feitos pela comunidade.
As mecânicas e principais funções de jogos feitos no Luanti são muitas vezes comparadas ao jogo Minecraft de 2009, com um dos seus jogos pré-instalados "Minetest Game" sendo várias vezes classificada como uma "cópia de código-aberto" do título da Mojang. Porém, mesmo com as acusações de plagio, a engine, juntamente com seu jogo base, conseguiu construir uma base leal de fãs com passar dos anos, tendo mais de uma década de suporte ativo por parte dos colaboradores do projeto, o Luanti foi baixado mais de 1,4 milhão de vezes no site GitHub, e sua versão para smartphones Android da engine possuindo mais de meio milhão de downloads na PlayStore.

## GamePlay

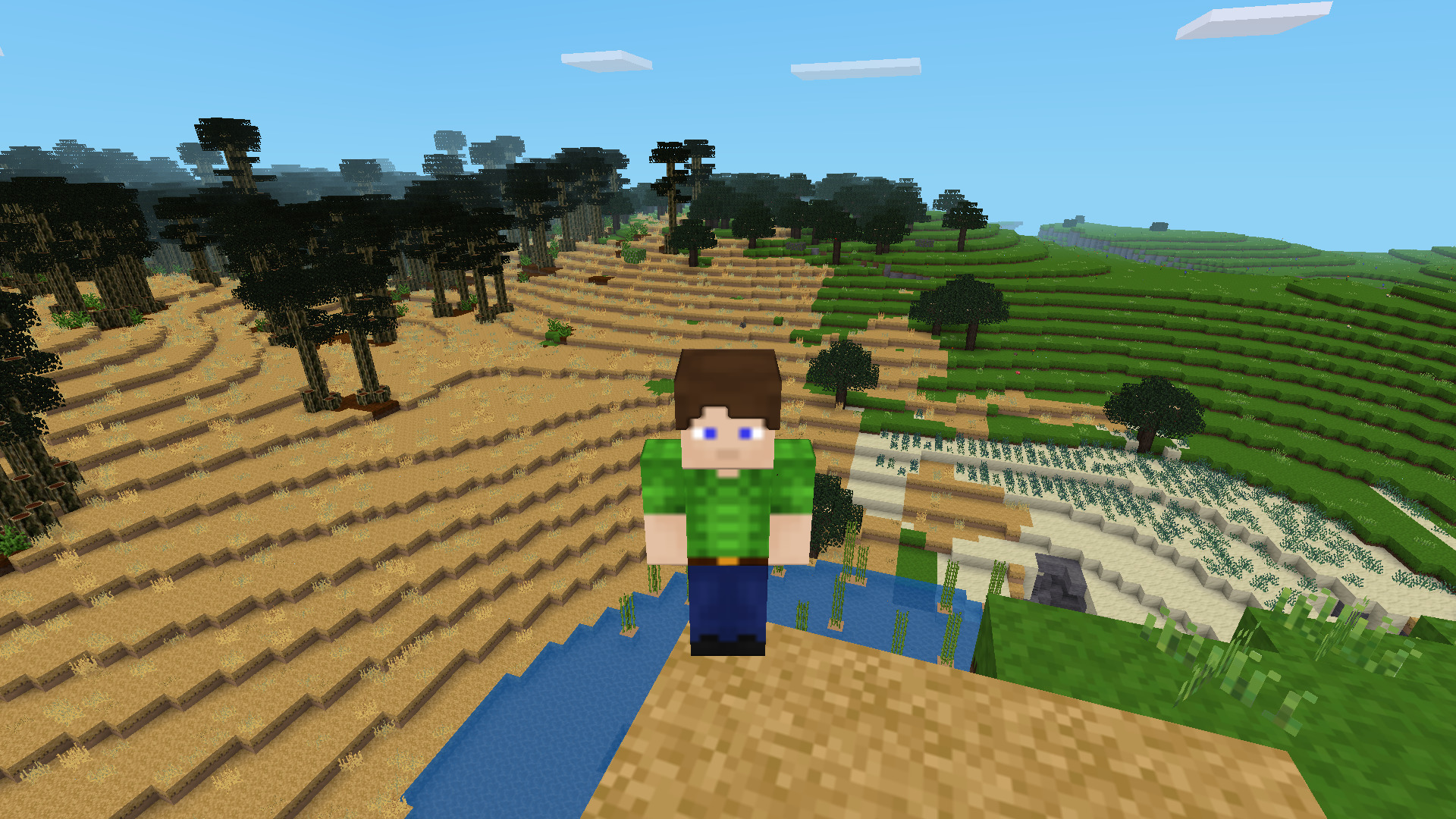
Personagem padrão do "Minetest Game" perto de planícies secas, verdes e biomas da selva.

Por padrão, a engine vem com dois jogos pré-instalados, sendo um deles um chamado "Minetest Game" (muitas vezes abreviado para MTG), um jogo sandbox em estilo voxel, onde os jogadores podem explorar um mundo tridimensional em uma perspectiva em primeira pessoa, podendo alterá-la para terceira pessoa no momento que o jogador desejar.
O mundo do jogo é formado por pequenos blocos tridimensionais gerados de forma procedural, eles são muitas vezes chamados de "nodes" ("nós" em português) onde fazem o papel de representar vários tipos de materiais, entre eles estão, terra, pedra, minérios, troncos de árvores, água, lava entre outros tipos de materiais.
O jogo dar liberdade ao jogador fazer vários tipos de ações no jogo, entres elas estão a extração e reposicionamento de matérias-primas, criar ferramentas manuais para ajudá-los na modificação do mundo, e a possibilidade de construir qualquer tipo de estrutura com os materiais extraídos, tudo isso controlando um personagem de três dimensões apelidado de "Sam" que é um acrônimo recursivo para "Sam não é Minecraft" (Sam Ain't Minecraft).
Esse jogo base, diferentemente de outros que utilizam a engine, não possui nenhum tipo de inimigo, animal ou qualquer outro tipo de mob, algo que varia a depender do jogo escolhido, com muito deles permitindo com que os jogadores possam lutar contra inimigos controlados pelo computador, bem como cooperar ou competir contra outros jogadores no mesmo mundo.

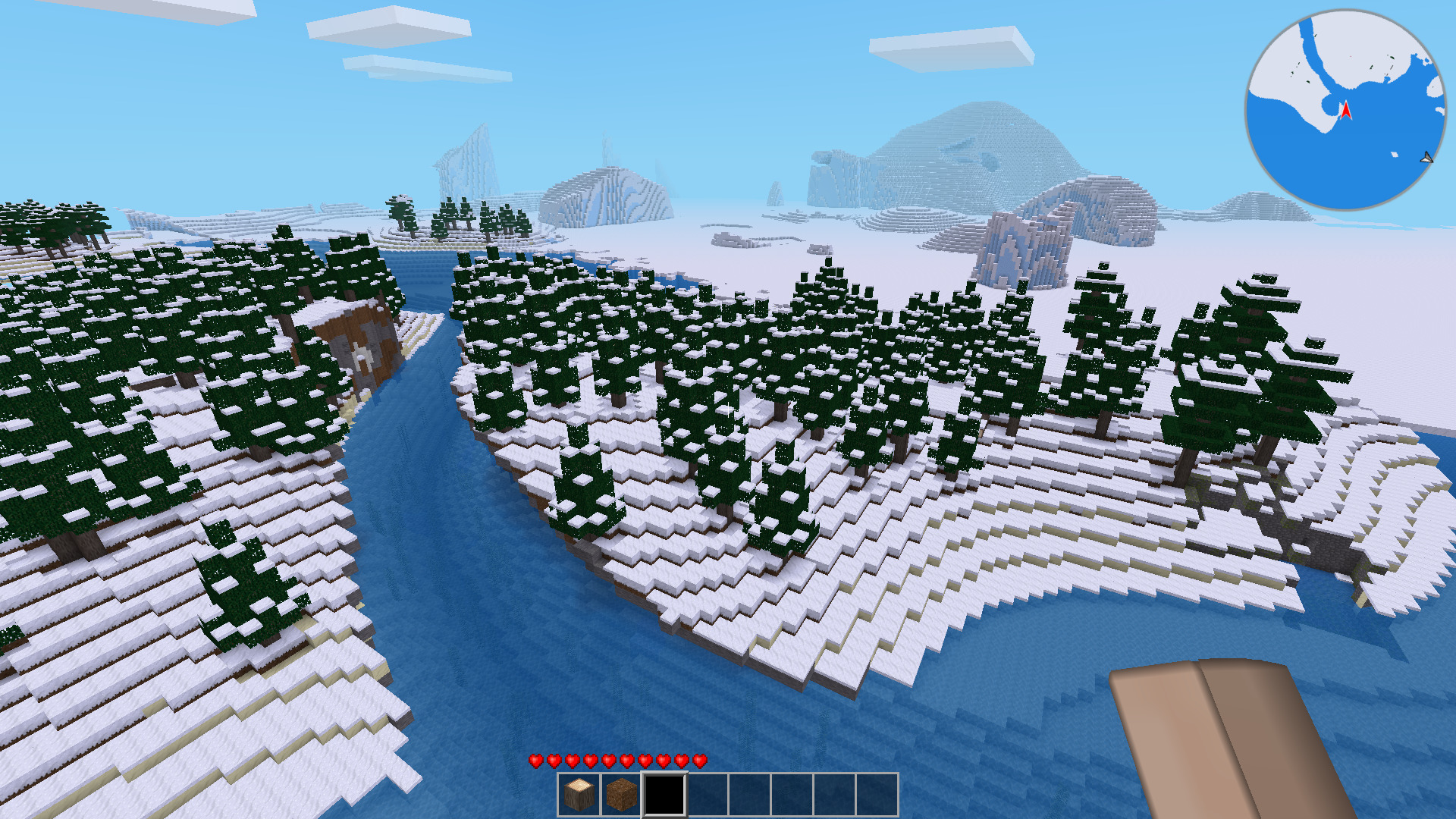
Bioma de árvores nevadas à beira de uma planície gelada

À medida que os jogadores vão explorando o mundo do jogo, novas áreas são geradas de maneira automática, através de uma geração procedural usando uma seed (semente em português) que pode ser especificada pelo jogador durante a criação do mundo. Quando um jogador cria um mundo, ele fica no meio de aproximadamente 62 mil nós de diâmetro, para que o jogador possa viajar 31 mil nós em qualquer direção, (esquerda, direita, para cima ou para baixo)  antes de alcançar uma parede invisível no final do mundo.
O mundo do jogo possui diversas caraterísticas que buscam simular o mundo real, como a existência de biomas, que vão desde desertos, selvas e campos cobertos pela neve, variação do tipo de terreno, podendo ser planícies, montanhas, florestas, cavernas e vários corpos de lava/água além do sistema de tempo do jogo que segue um ciclo de dia e noite, durando cerca de 20 minutos em tempo real.

### Modo Criativo e Dano Habilitado
O Luanti oferece duas opções básicas de modo de jogo: Habilitar Dano e Modo Criativo, com esses modos afetando diretamente a maneira que o jogador terá a experiência com o jogo escolhido.
O Modo Criativo tem em seu objetivo fornecer a liberdade de dar aos jogadores recursos infinitos, sem a necessidade de extrai-los manualmente, enquanto o modo "Habilitar Dano" quando ativada, determina que os jogadores são capazes de sofrer danos de perigos ambientais e de outros jogadores, certos jogos apenas permite um tipo de modo setado pelo desenvolvedor.

### Modo MultiPlayer

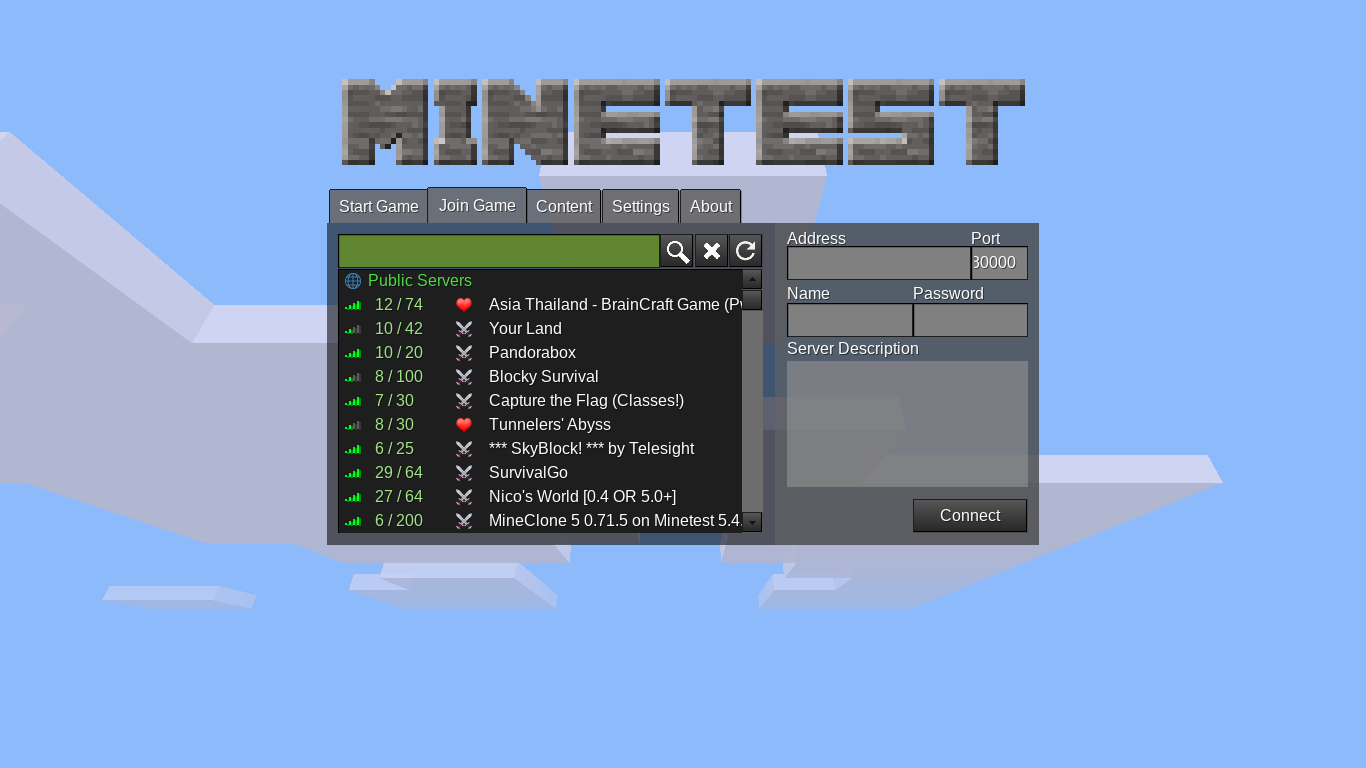
Navegador de servidor de Internet integrado

Luanti utiliza uma arquitetura baseada em cliente-servidor, permitindo que possa ser jogado sozinho ou de forma multijogador. Com os jogadores podendo se conectar em servidores criados pela própria comunidade do jogo ou criar um servidor privado, sendo possível hospedá-lo para qualquer outro jogador poder se conectar, de forma gratuita.

### Customizações

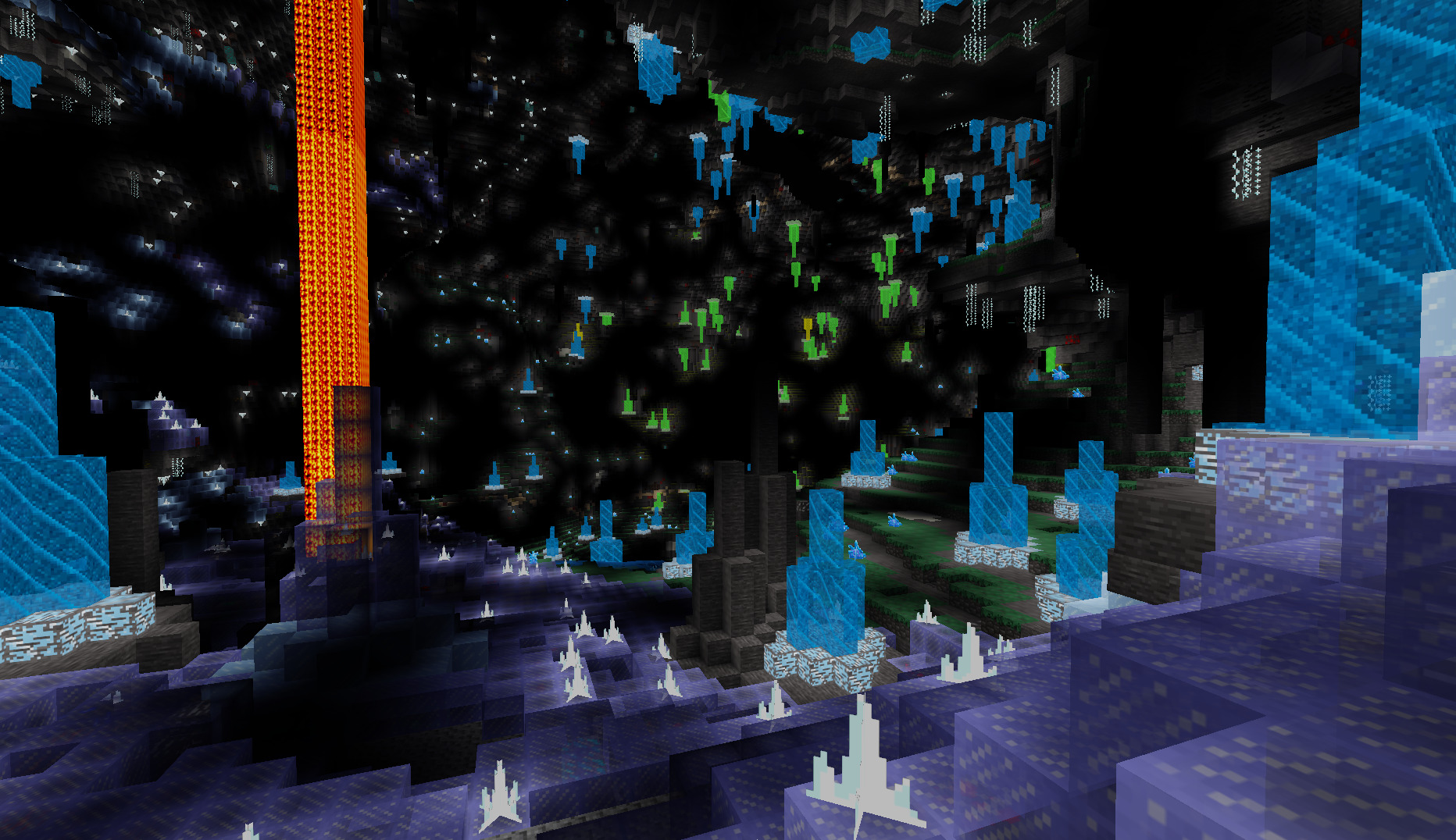
Bioma de caverna de cristal gerado pelo mod Underground Realms

Devido ao código-fonte do Luanti está disponível publicamente para os usuários sob licenças livres, tudo do jogo, incluindo itens, texturas e sons, acabam por se tornarem facilmente modificáveis, com o jogo permitindo com que qualquer usuário possa criar customizações e variações de diversas funcionalidades persentes no jogo. A versão base do Luanti (Minetest Game) fornecendo uma interface para o download de jogos e mods escritos em Lua . Esses jogos criados pela comunidade definem as regras básicas do mundo criado no jogo e são um dos principais recursos do Luanti . A maioria dos jogos criados pela comunidade costumam apresentar a mesma  jogabilidade sandbox focada em construção, mineração e criatividade, porém isso vai a disposição de seu idealizador.
Alguns exemplos de modificações na textura base do jogo (MTG)
- Textura padrão do jogo
- Textura RPG16
- Textura "Pintada à mão, Alta resolução" (Hand Painted high resolution)

#### Jogos
Os desenvolvedores referem-se ao Luanti como um motor-de-jogo e não como um “jogo” em si, por causa do fato que quase todos os aspectos do gameplay do jogo serem implementações de jogos escritos em Lua. Desde a versão 5.0.0, o menu principal do motor Luanti permite aos usuários navegar e instalar jogos a partir de uma lista selecionada, podendo filtrar entre os mais baixados, novos e recentes.
Além do Minetest Game, a engine vem com um jogo chamado Development Test pré-instalado, ele é um ambiente mundo-aberto cuja finalidade é testar mods e recursos em desenvolvimento. Diferentemente do Minetest Game que implementa um modo de jogo simples e pacífico, sem objetivos e sem inimigos de computador integrados.

#### Mods
Existem mais de 1000 modificações livres e de código aberto disponíveis através do fórum oficial do Luanti. Com o jogador a partir da versão 5.0.0, podendo baixar qualquer mod, jogo ou textura dentro do próprio, permitindo aos usuários navegarem em uma lista onde os mesmos estão disponíveis. O conteúdo do jogo também está presente no site ContentDB do Luanti. as modificações podem serem usadas para adicionar novos blocos (nós), funções, mecânicas, skins de jogadores e até sua jogabilidade. Tanto os fóruns, quanto essa lista presente no jogo não permitem a entrada de modificações que sejam privativas por questões envolvendo os termos de uso.
- Menu padrão do jogo (MTG) na área de download de Mods
- Interior de uma casa com o Mod "Home Decor"
- Um cavalo adicionado através do Mod "The Mob Horse"

## Desenvolvimento

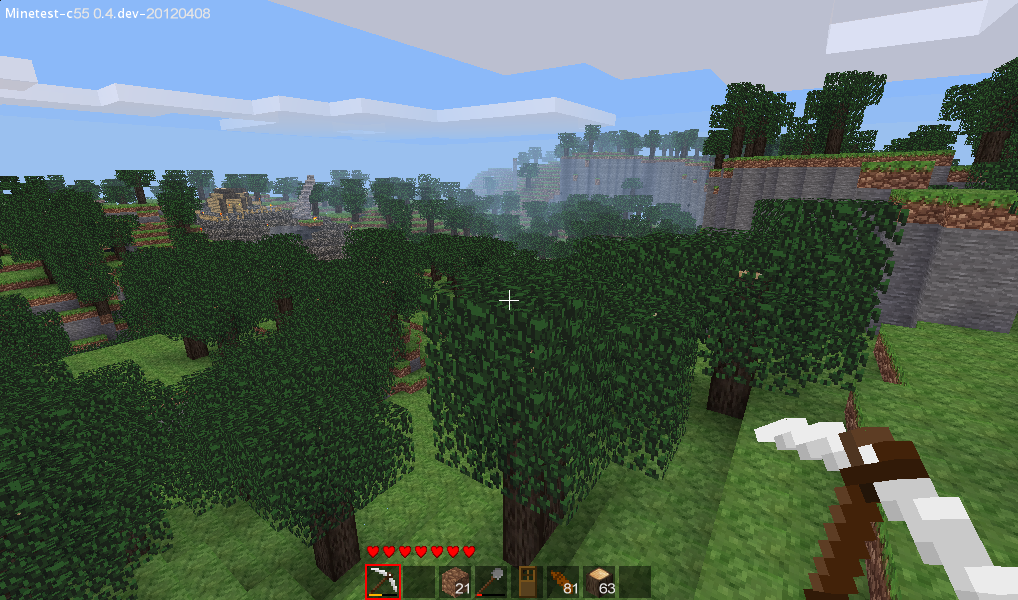
Minetest-c55 0.4.dev, versão de 8 de abril de 2012

Luanti foi lançado originalmente no mẽs de novembro do ano de 2010, sob uma licença privada. Mas não levou muito tempo para a licença do jogo ser alterada GPL-2.0 ou posterior. Por um acordo chegado entre os principais contribuidores do projeto, foi determinado que a licença do jogo seria alterada para LGPL-2.1 ou posterior, em junho de 2012. Em setembro de 2013, a transição foi concluída.  Embora LGPL-2.1 ou posterior continue sendo a principal licença do Luanti, outras licenças livres e de código aberto já foram utilizadas para o projeto.
Perttu Ahola era o único desenvolvedor trabalhando no projeto, ficando produzindo alterações e modificações por cerca de seis meses, até que Ciaran Gultnieks começou contribuir com códigos em maio de 2011. A lista de colaboradores cresceu e mudou muitos com passar dos anos. Em julho de 2020, havia 9 desenvolvedores principais ativos e 15 contribuidores ativos. Os participantes do projeto não têm funções definidas, mas mantêm a sua atividade dentro das respetivas áreas de especialização. O papel de Perttu Ahola foi se alterando ao longo dos anos: embora inicialmente fosse o desenvolvimento de engines, agora  ele trabalha principalmente com a hospedagem e administração na Web, atribuindo a função de "desenvolvedor principal", "moderador" e outros cargos às diversas pessoas, além de ser a palavra final em casos em que outros desenvolvedores não são capazes de tomarem uma decisão unificada.

## Uso na educação
Luanti foi muitas vezes usados em ambientes educacionais, principalmente como uma alternativa livre ao Minecraft: Education Edition, é usado para ensinar disciplinas como matemática, programação e ciências da terra. Alguns exemplos de seu uso na educação foram:
- Em 2017, na França, o Luanti foi usado para ensinar cálculo e trigonometria.[5]
- Na Universidade Federal de Santa Catarina, no Brasil, o Luanti foi usado para ensinar programação em uma variante chamada MineScratch.[6]
- Em 2018, para Educação e Aprendizagem Laboratorial (EDA) na Universidade Paris Descartes, o Luanti foi usado para ensinar ciências da vida e da terra para alunos do 6º ano que não podiam observar alguns fenômenos pessoalmente, mas podiam experimentá-los no mundo virtual do Luanti.[7]

## Recepção
Opensource.com colocou o jogo Luanti em primeiro lugar na categoria de "Melhores jogos de código-aberto de 2015", afirmando que é talvez "a alternativa mais completa ao Minecraft ", e observou a sua expansibilidade, devido sua API amigável. facilitando a criação de mods em Lua. A PC Magazine listou o Luanti entre os "melhores jogos de criação de sandbox para fãs de Minecraft ".